# Tutong (sprog)
Det Tutongske sprog, også kaldt Tutong 2, er et sprog der tales af 16,600 mennesker i Brunei. Det er det primære sprog blandt Tutong folket, den største etniske gruppe i Tutong distriktet af Brunei. Det er et Austronesisk sprog, en del af Dusunic sprog-gruppen, der tales i Brunei og den omkringliggende Malaysiske stat af Sabah.